# Ganonema (alge)
Ganonema, rod crvenih algi iz porodice Liagoraceae. Taksonomski je priznat kao zaseban rod. Postoji desetak vrsta, sve su morske.
Tipična je G. farinosum.

## Vrste
1. Ganonema codii (Womersley) Huisman & Kraft
2. Ganonema farinosum (J.V.Lamouroux) K.-C.Fan & Y.-C.Wang - tip
3. Ganonema filicoides (Kützing) Huisman & A.J.K.Millar
4. Ganonema helminthaxis Huisman & Kraft
5. Ganonema lubricum Afonso-Carrillo, Sansón & Reyes
6. Ganonema megagynum (Børgesen) Huisman
7. Ganonema norrisiae (I.A.Abbott) Huisman, I.A.Abbott & A.R.Sherwood
8. Ganonema papenfussii (I.A.Abbott) J.M.Huisman, I.A.Abbott & A.R.Sherwood
9. Ganonema pinnatiramosa (Yamada) K.C.Fan & Y.C.Wang
10. Ganonema pinnatum (Harvey) Huisman
11. Ganonema robustum Huisman & S.-M.Lin
12. Ganonema vermiculare D.L.Ballantine & I.A.Abbott
13. Ganonema yoshizakii Huisman, I.A.Abbott, & A.R.Sherwood